# Zíád Dzsazírí
Zíád Dzsazírí (arabul: زياد جزيري; Tunisz, 1978. július 12. –) tunéziai válogatott labdarúgó.

## Pályafutása

### Klubcsapatban
1999 és 2003 között az Étoile du Sahel csapatában játszott, melynek tagjaként 1999-ben megnyerte a CAF-kupát. 2003 és 2005 között a török Gaziantepspor, 2005 és 2007 között a francia Troyes játékosa volt. 2008-ban az Al-Kuvait csapatában fejezte be az aktív játékot. 

### A válogatottban
1998 és 2008 között 64 alkalommal szerepelt a tunéziai válogatottban és 14 gólt szerzett. Részt vett a 2000-es, a 2004-es afrikai nemzetek kupáján és a 2006-os afrikai nemzetek kupáján, 2005-ös konföderációs kupán, valamint a 2002-es és a 2006-os világbajnokságon.

## Sikerei, díjai
Étoile du Sahel
- CAF-kupa győztes (1): 1999

Tunézia
- Afrikai nemzetek kupája győztes (1): 2004

## Külső hivatkozások
- Zíád Dzsazírí adatlapja a National-Football-Teams.com oldalon (angolul)

- Zíád Dzsazírí (angol nyelven). FootballDatabase.eu
- Zíád Dzsazírí (német nyelven). kicker.de
- Zíád Dzsazírí adatlapja a worldfootball.net oldalon (angolul)